# Montée royale d'Arlon

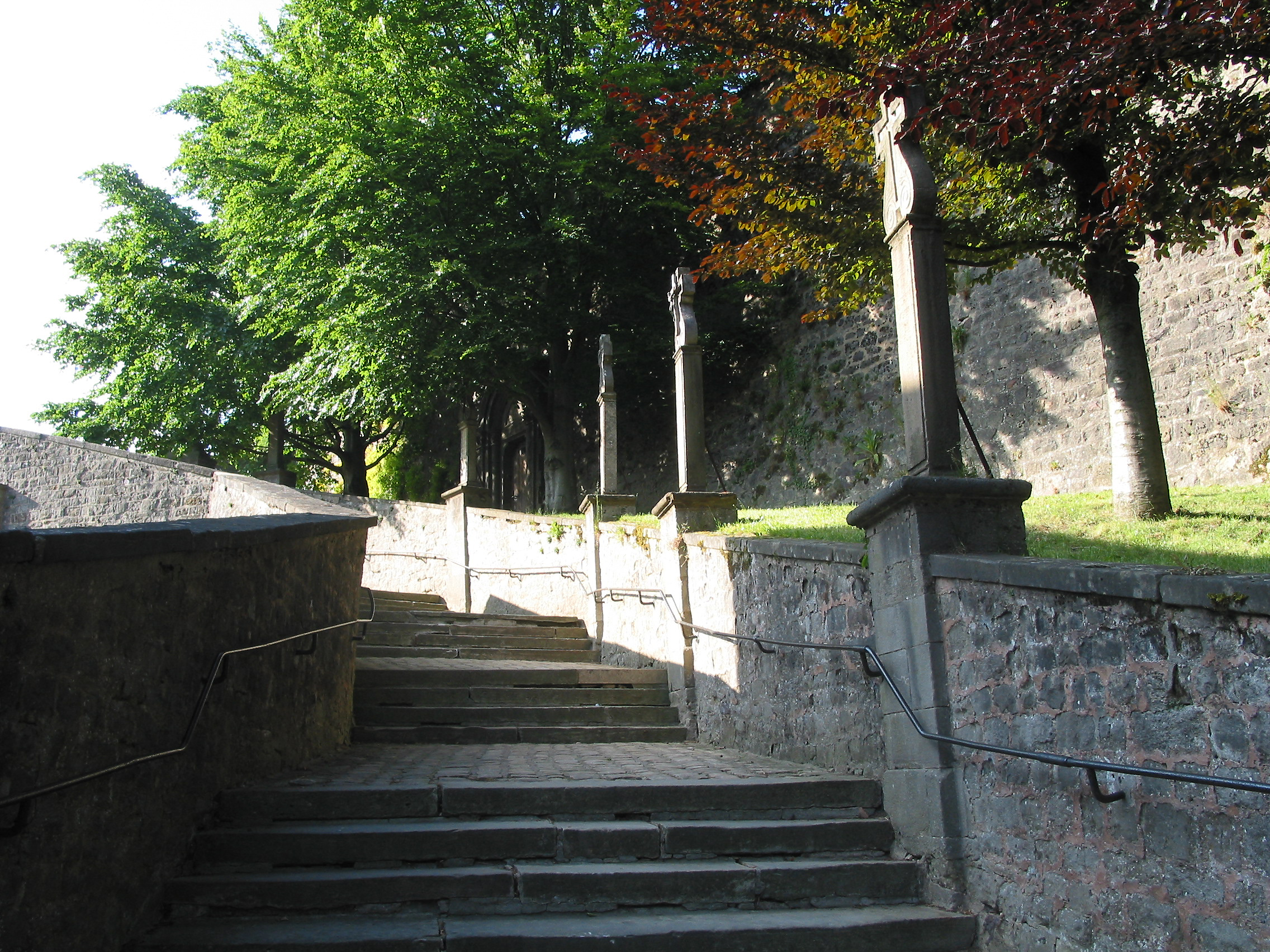
La montée royale (et 'chemin de croix'), à Arlon

La montée royale est une rampe en escalier construite sur la Knippchen (la ‘petite colline’), à Arlon (Belgique). Aménagée au XVIIe siècle elle relie la place Camille Cerf au parvis de l’église Saint-Donat, construite au point culminant du centre historique de la ville d’Arlon. La montée est classée au patrimoine de Wallonie.

## Histoire
Cette rampe, construite au XVIIe siècle par un ingénieur espagnol, conduit à l’intérieur des remparts de l’ancienne ville, au sommet d’une petite colline centrale - appelée localement ‘Knippchen’ - où se trouvent depuis 1621 le couvent et l’église des Capucins : Saint-Donat.  À l'origine, la montée royale est composée de sept plates-formes séparées par trois marches. La rampe relie l’Hetchegass’, un des plus vieux quartiers d’Arlon au sommet de la Knippchen.
À la suite de l'occupation par les troupes de Louis XIV, elle doit être reconstruite (1735). Le "chemin royal de la croix" comporte alors neufs stations.

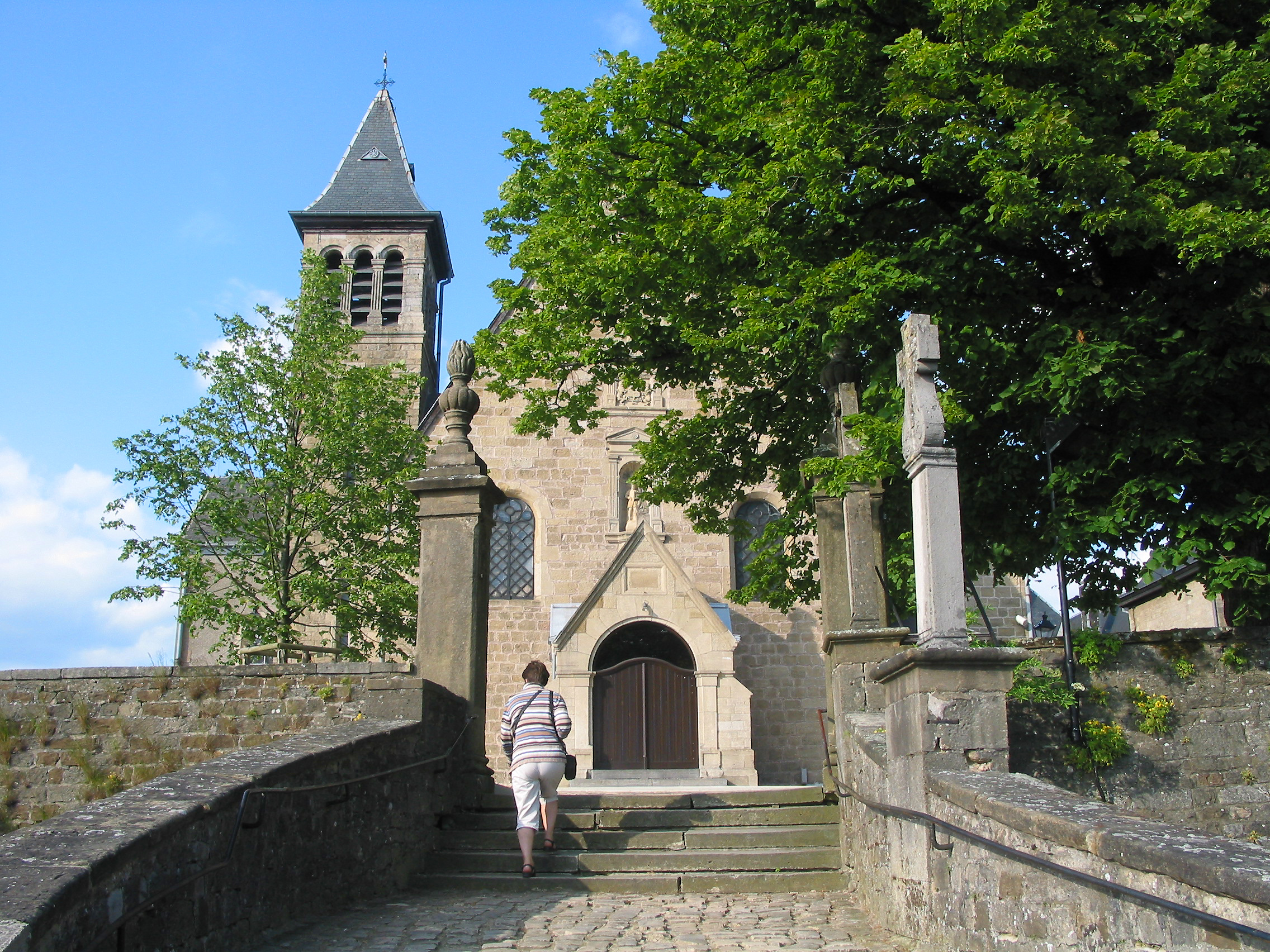
L'arrivée de la rampe sur le parvis de l'église Saint-Donat

L'escalier s'effondre en 1830 et une nouvelle rampe est construite. À la suite d’un nouvel effondrement  des réparations sont faites en 1851. En courbe douce les courtes volées d’escaliers sont interrompues par des terrasses qui ne correspondent pas nécessairement aux stations du chemin de croix.  Les 14 stations (1846), toutes sur le côté droit de la montée, sont identiques. Elles ne comportent chacune qu’un crucifix.  Sur le pied des croix de pierre (indiquant les ‘stations’). le thème de la station, presque entièrement effacé par le temps, est gravé en français et en langue locale. Au bas de la rampe se trouvent deux colonnes, l'une supportant saint Donat et l'autre le Christ portant sa croix.   
Cette montée qui fait partie d’un ensemble touristique arlonais très fréquenté (Église Saint-Donat et alentours, remparts, belvédère et cloître de verdure), est classée au patrimoine immobilier de Wallonie depuis 1992.